# 小行星4567
小行星4567（4567 Bečvář）是一颗绕太阳运转的小行星，为主小行星带小行星。该小行星于1982年9月17日发现，以捷克天文學家安東寧·貝奇瓦爾命名。

## 轨道参数
小行星4567的轨道半长轴为2.5848567 UA，离心率为0.199。